# Alt Duvenstedt
Alt Duvenstedt is een gemeente in de Duitse deelstaat Sleeswijk-Holstein en maakt deel uit van de Kreis Rendsburg-Eckernförde.
Alt Duvenstedt telt 1.889 inwoners.

## Geschiedenis
De plaats wordt in 1328 voor het eerst genoemd als Duvenstede. Neu Duvenstedt wordt in 1763 in het kader van de kolonisatie van de geestgronden gesticht, maar is tegenwoordig een zelfstandige gemeente. De benaming Alt Duvenstedt ontstond in 1919 toen het station in de plaats deze naam kreeg.
Vanaf 1924 vormden Alt Duvenstedt samen met Rickert het Amt Alt Duvenstedt. Sinds 1948 behoort ALt Duvenstedt tot het Amt Fockbek.

## Indeling gemeente
De gemeente is als volgt onderverdeeld:
- Alt Duvenstedt, Gammel Duvensted
- Am Bistensee, Ort
- Broholm, Ortsteil
- Bultvieh, Ortsteil
- Duten, Ortsteil
- Hasenknüll, Ort
- Kringel, Ortsteil
- Krummenort, Ortsteil
- Schütt, Ortsteil
- Stenten, Stendten, Ortsteil
- Wallberg, Ort

Achterwehr · Ahlefeld-Bistensee · Alt Duvenstedt · Altenhof · Altenholz · Arpsdorf · Ascheffel · Aukrug · Bargstall · Bargstedt · Barkelsby · Beldorf · Bendorf · Beringstedt · Bissee · Blumenthal · Böhnhusen · Bokel · Bordesholm · Borgdorf-Seedorf · Borgstedt · Bornholt · Bovenau · Brammer · Bredenbek · Breiholz · Brekendorf · Brinjahe · Brodersby · Brügge · Büdelsdorf · Bünsdorf · Christiansholm · Damendorf · Damp · Dänischenhagen · Dätgen · Dörphof · Eckernförde · Ehndorf · Eisendorf · Ellerdorf · Elsdorf-Westermühlen · Embühren · Emkendorf · Felde · Felm · Fleckeby · Flintbek · Fockbek · Friedrichsgraben · Friedrichsholm · Gammelby · Gettorf · Gnutz · Gokels · Goosefeld · Grauel · Grevenkrug · Groß Buchwald · Groß Vollstedt · Groß Wittensee · Güby · Haale · Haby · Hamdorf · Hamweddel · Hanerau-Hademarschen · Haßmoor · Heinkenborstel · Hoffeld · Hohenwestedt · Hohn · Holtsee · Holzbunge · Holzdorf · Hörsten · Hummelfeld · Hütten · Jahrsdorf · Jevenstedt · Karby · Klein Wittensee · Königshügel · Kosel · Krogaspe · Kronshagen · Krummwisch · Langwedel · Lindau · Lohe-Föhrden · Loop · Loose · Luhnstedt · Lütjenwestedt · Meezen · Melsdorf · Mielkendorf · Molfsee · Mörel · Mühbrook · Negenharrie · Neudorf-Bornstein · Neu Duvenstedt · Neuwittenbek · Nienborstel · Nindorf · Noer · Nortorf · Nübbel · Oldenbüttel · Oldenhütten · Osdorf · Ostenfeld (Rendsburg) · Osterby · Osterrönfeld · Osterstedt · Ottendorf · Owschlag · Padenstedt · Prinzenmoor · Quarnbek · Rade b. Hohenwestedt · Rade b. Rendsburg · Reesdorf · Remmels · Rendsburg · Rickert · Rieseby · Rodenbek · Rumohr · Schacht-Audorf · Schierensee · Schinkel · Schmalstede · Schönbek · Schönhorst · Schülldorf · Schülp b. Nortorf · Schülp b. Rendsburg · Schwedeneck · Seefeld · Sehestedt · Sophienhamm · Sören · Stafstedt · Steenfeld · Strande · Tackesdorf · Tappendorf · Techelsdorf · Thaden · Thumby · Timmaspe · Todenbüttel · Tüttendorf · Waabs · Wapelfeld · Warder · Wasbek · Wattenbek · Westensee · Westerrönfeld · Windeby · Winnemark